# Sveriges cultband
Sveriges Cultband, internationellt även kända under namnet Swedish Culture Band, är en svensk musikgrupp från Ljungbyholm. Gruppen bildades 1997 av Kjell Andersson och Stig "Alex" Axelsson och har skivkontrakt med Pama Records AB, ett skivbolag från Kristianopel. Gruppen beskriver själva sin musik som rotad i skandinavisk folkmusiktradition, men inslag av cajunmusik och irländsk folkmusik.
Gruppen har, under sitt engelska namn, år 2002 representerat Sverige vid Norsk Hostfest (höstfest), Nordamerikas största skandinaviska musikfestival i Minot i North Dakota. Året efter, 2003, uppträdde man på festivalen K-Days i Edmonton i Kanada som det året hade temat "Nordens fem länder" och totalt 765 000 besökare. Man har även gjort en mindre turné i New York/New Jersey-området.
År 2006 låg man under två veckor på Hitlistan, där man som högst nådde en elfteplats.
I februari 2023 kan låten "Grillfest" höras i ett av avsnitten av svt:s populära humorserie 
Leif & Billy.
I februari 2025 kan låten "Småland" höras i ett av avsnitten av TV4:s realityserie Farmen.

## Gruppmedlemmar
- Kjell Andersson, dragspel, fiol och sång
- Roger Lindroth - elbas och sång
- Göran Nilsson - slagverk och sång
- Leif "Sleifen" Ljungberg Blom - ukulele, munspel, gitarr, banjo och sång
- Marcus Carlson - gitarr, banjo och sång

## Tidigare medlemmar
- Stig "Alex" Axelsson - banjo, gitarr och sång

- Jon Stavert - gitarr, pedal steel guitar och sång

- Niels Amstrup - gitarr, munspel och mandolin

- Danne Sjöstedt - kontrabas och sång

- Conny Landström - trummor

## Diskografi
- 1999 - Kjell Andersson & Sveriges Cultband
- 2002 - Okultiverat
- 2004 - Cultiverat
- 2006 - Slå brännvin i vårt krus (singel)
- 2006 - Kött å potäter
- 2009 - På kroken
- 2012 - På luffen
- 2022 - Grillfest (singel)
- 2023 - Jag åker aldrig mer till Ullared (singel)